# Зрителна ос
В градоустройственото планиране и в парковия и ландшафтен дизайн, зрителната ос е изкуствено създадена или естествена, но поддържана от човека пътека, която дава възможност за оглед на важни сгради или определящи пейзажа елементи по една ос. Визуалните оси могат да бъдат едновременно пътят към обекта, както е често срещано в бароковите градини (например в гр. Карлсруе), или просто зрителна линия без да представлява път, както е било предпочитано в английското градинарство (пример в гр. Вьорлиц). Визуалната ос често завършва в определена точка на зрение като визуална цел.
Карлсруе е забележителен по отношение на градското планиране. Благодарение на подредените под формата на ветрило многобройни улици се образува т. нар. улично ветрило, отправящо погледа на всеки минувач към двореца.

## Примери
- Максимилианеум в Мюнхен
- Дворецът Шлайсхайм близо до Мюнхен
- Двореца Сансуси в Потсдам
- Дворецът Белведере във Виена

- Зрителна ос в парка Сансуси в Потсдам
- Зрителна ос към Белведере на Пфингстберг в Потсдам
- Зрителна ос към двореца Бабелсберг в Потсдам